# Dauresia alliariifolia
Dauresia es un género monotípico de plantas herbáceas perteneciente a la familia de las asteráceas. Su única especie: Dauresia alliariifolia, es originaria de Damaraland, Namibia.

## Taxonomía
Dauresia alliariifolia fue descrita por (O.Hoffm.) B.Nord. & Pelser  y publicado en Compositae Newsletter 42: 76. 2005.